# Allochernes fimusensis
Espèce
Allochernes fimusensis est une espèce de pseudoscorpions de la famille des Chernetidae.

## Distribution
Cette espèce est endémique d'Iran.

## Publication originale
- Nassirkhani, 2016 : A new pseudoscorpion species of the genus Allochernes Beier, 1932 (Pseudoscorpiones: Chernetidae) from southern Iran. Arachnology, vol. 17, no 2, p. 95-100.